# Gobiesox maeandricus
Gobiesox maeandricus is een straalvinnige vissensoort uit de familie van schildvissen (Gobiesocidae). De wetenschappelijke naam van de soort is voor het eerst geldig gepubliceerd in 1858 door Girard.
Op hun buik hebben de visjes een sterke zuignap, die tot 230 keer hun lichaamsgewicht kan tillen, met name op ruwe oppervlakken.